# Labyrint (TV-serie)
Labyrint var en dramaserie som hade premiär på TV4 den 11 oktober 2007. Den har kallats för TV4:s största dramasatsning någonsin och var ett samarbete mellan TV4 och Svensk Filmindustri. Serien blev dock en tittarflopp.
Manusförfattaren Lars Lundström kallade serien "en tv-serie som inte ligger inom någon given genre. Vi vill hitta en egen ton, ett eget uttryck och Labyrint kommer att vara både spännande, dramatisk, engagerande, rolig och oförutsägbar" . Lars Lundström har dessförinnan skrivit manus både till Tusenbröder och Pistvakt - En vintersaga.
Serien var den dyraste satsningen någonsin i TV 4:s historia och sägs enligt rykten ha kostat mer än 50 miljoner kronor att producera. TV4 själva vägrar kommentera huruvida detta stämmer eller inte. Serien hade redan innan den haft premiär sålts vidare till kanaler i Norge, Danmark och Finland.
I de fem huvudrollerna medverkade Jonas Malmsjö, Robert Jelinek, Isabelle Moraeu, Björn Bengtsson och Meliz Karlge di Grado. Sammanlagt fanns det över 14 återkommande karaktärer.
Första programmet sågs av 725 000 tittare. Antalet tittare sjönk dock, andra avsnittet sågs av endast 400 000 tittare. Efter det beslutades det om att flytta serien från prime-time torsdagar 21.00 till klockan 22.35.

## Handling
Fredrik, Zahra, Jonny, Filippa och Carl är fem storstadsbor med full kontroll på tillvaron. Genom en olycka tappar de kontrollen över sina liv och dras in i ett myller av gott, ont, svart och vitt. I mitten av detta finns nattklubben Blue.

### Fredrik Hermelin
spelas av Jonas Malmsjö
Fredrik har avslutat sin korta karriär som hockeyproffs i USA i laget New Jersey Devils och har nu lagt hockeyklubban på hyllan för gott. Fredrik bor i en nybyggd villa på Lidingö utanför Stockholm med sin hustru Louise och sina två barn Gabriella och Fredrika. Med i huset finns även Fredriks förvirrade mamma Monica som han sköter om, men som familjen inte vill ha i huset.
Fredriks liv står helt stilla men sen hör hans pappa Henry Strolz av sig efter flera år, och Fredrik känner att en förändring är i antågande. Henry lämnade familjen när Fredrik var liten och driver sedan nästan 30 år tillbaka nattklubben Blue i Stockholm. Efter att ha drabbats av strupcancer vill han att Fredrik ska ta över Blue tills vidare.

### Zahra Haidari
spelas av Meliz Karlge di Grado
Zahra Haidari är ambitiös och snygg, och hennes drömmar håller på att gå i uppfyllelse. Efter att ha utbildat sig till jurist har hon arbetat sig till en bra position på en av Stockholms främsta juristfirmor. Zahra har målmedvetet arbetat sig upp ifrån förorten där hon växte upp och där hennes mamma, den rationella Meriam och den känslosamma pappan Besym bor kvar tillsammans med hennes bröder Samo, Akram & Nino som driver en skum taxiverksamhet. Juristfirman hon arbetar för blir anlitad av Henry Strolz, ägaren till nattklubben Blue, och hon tar sig an fallet.

### Jonny Johansson
spelas av Björn Bengtsson 
 
Jonnys liv har ordnat upp sig och han har ett bra jobb, och är lycklig efter år av småkriminalitet och strul. Han har funnit kärleken och med partnern Miranda Perez väntar han sitt första barn. Jonny jobbar som mekaniker i en bilverkstad utanför Stockholm. Han jobbar där tillsammans med Miranda, som är ett tekniskt geni, och hennes pappa Juan.

### Filippa Bolinder
spelas av Isabelle Moraeu 
 
Filippa är sjuksyster och avdelningsföreståndare och omtyckt av personalen. Hon är noggrann och pedantisk både på jobbet och hemma. Filippa är gift med Göran Bolinder som jobbar som privatläkare, som hon avgudar. Hon anser att hennes liv är perfekt, förutom att Göran tvingas arbeta så mycket. De bor tillsammans i Bromma med sina barn i ett hus som Filippa med sitt kontrollbehov förvandlat till ett dockhus.

### Carl Ramhäll
spelas av Robert Jelinek
Carl är en framgångsrik företagsledare som lever det perfekta familjelivet. Han är född med silversked i munnen och hans karriär har gått bra sedan han avslutat sina studier på Harvard Business School, Carl är numera en av Sveriges rikaste män.
Carl bor tillsammans med sin fru Sofi, en före detta modell som lagt karriären på hyllan, och deras två barn Sandra och Kasper i en villa på Djurgården i Stockholm.

## Övriga roller
| Roll               | Skådespelare         |
| ------------------ | -------------------- |
| Miranda Perez      | Mirja Turestedt      |
| Göran Bolinder     | Fredrik Dolk         |
| Sofi Ramhäll       | Linda Zilliacus      |
| Sandra Ramhäll     | Hedda Wachtmeister   |
| Kasper Ramhäll     | Dexter Ericsson      |
| Meriam Haidari     | Mina Azarian         |
| Besym Haidari      | Hassan Brijany       |
| Samo Haidari       | Danilo Bejarano      |
| Akram Haidari      | Hassan Jafari        |
| Nino Haidari       | Armand Mirpour       |
| Louise Hermelin    | Karin Bergquist      |
| Gabriella Hermelin | Alexandra Nekrassova |
| Fredrika Hermelin  | Viktoria Genberg     |
| Monica Hermelin    | Karin Bergquist      |

| Roll         | Skådespelare  |
| ------------ | ------------- |
| Henry Strolz | Ulf Brunnberg |
| Stig         | Per Morberg   |
| Hanson       | Jonas Inde    |
| Per          | Christer Fant |
| Nicky        | Noomi Rapace  |

## Avsnittsguide
Fotnot: Avsnitt 1-3 sändes 21:00, övriga 22:35
| Nr | Titel               | Författare     | Regissör(er)    | Första sändningsdatum i Sverige | Antal tittare |
| -- | ------------------- | -------------- | --------------- | ------------------------------- | ------------- |
| 1  | Blue                | Lars Lundström | Johan Tappert   | 11 oktober 2007                 | 890 000       |
| 2  | Hemligheter         | Lars Lundström | Johan Tappert   | 18 oktober 2007                 | 400 000       |
| 3  | Borta               | Lars Lundström | Johan Tappert   | 25 oktober 2007                 | 280 000       |
| 4  | Ingenting är gratis | Lars Lundström | Johan Tappert   | 1 november 2007                 | 220 000       |
| 5  | Maktkamp            | Lars Lundström | Molly Hartleb   | 8 november 2007                 |               |
| 6  | Offside             | Lars Lundström | Molly Hartleb   | 15 november 2007                |               |
| 7  | Hemkomst            | Lars Lundström | Molly Hartleb   | 22 november 2007                |               |
| 8  | Spelets regler      | Lars Lundström | Molly Hartleb   | 29 november 2007                |               |
| 9  | Skuld               | Lars Lundström | Erik Leijonborg | 6 december 2007                 |               |
| 10 | Utmätning           | Lars Lundström | Erik Leijonborg | 13 december 2007                |               |
| 11 | Vendetta            | Lars Lundström | Erik Leijonborg | 20 december 2007                |               |
| 12 | Födelsedag          | Lars Lundström | Erik Leijonborg | 27 december 2007                |               |